# Детское Евровидение — 2014
Детский конкурс песни Евровидение 2014 (англ. Junior Eurovision Song Contest 2014, мальт. Festival tal-Eurovision taż-Żgħar 2014) — 12-й детский конкурс песни Евровидение, который состоялся 15 ноября 2014 года на острове Мальта, в небольшом городе Марса, находящемся недалеко от Валлетты. Это был первый конкурс песни Евровидение, которой прошёл на Мальте. Кроме того, мероприятие третий раз в истории детского Евровидения прошло в стране-победительнице конкурса: в 2013 году на конкурсе в Киеве первое место заняла мальтийка Гайи Кауки с песней «The Start».
Мальтийский национальный телеканал PBS выступил вещателем данного события. В конкурсе приняло участие шестнадцать стран. 9 ноября состоялась церемония открытия и жеребьёвка выступления стран в официальной летней резиденции президента Мальты Мари-Луиз Колейро Прека. Победителем конкурса стал представитель Италии Винченцо Кантьелло с песней «Tu primo grande amore».

## Выбор организатора и место проведения
17 декабря 2013 года генеральный директор Мальтийского вещателя PBS Антон Аттард подписал документы о проведении конкурса на Мальте, и уже на следующий день на официальном сайте конкурса было объявлено, что страной-организатором выступит Мальта.
16 июня 2014 года на официальном сайте конкурса было объявлено, что конкурс пройдет на судостроительном заводе «Мальта Шипбилдинг» (по примеру Копенгагена в 2014 году). «Мальта Шипбилдинг» расположен в городе Марса, в десяти минутах езды от столицы Мальты, Валлетты. Особенностью арены является то, что она состоит из трёх ангаров, в которых и пройдет конкурс. Церемония открытия конкурса прошла в летней резиденции президента Мальты дворце Вердала, который расположен в городе Дингли.
Местом пребывания делегации участников был выбран крупнейший на Мальте пятизвёздочный отель и спа-курорт Гранд-отель «Эксельсиор», который расположен на берегу Средиземного моря с видом на Гавань Марсамксетт и остров Маноэль.

## Изменения в правилах
Основным отличием правил 2014 года от предыдущих лет является то, что из них было убрано условие об обязательности проведения открытых национальный отборов, и в связи с этим многие страны перешли на внутренние отборы. В этом году организаторы убрали «слепую» жеребьёвку: порядок выступления определяется продюсерами конкурса. В первую очередь это сделано для того, чтобы исключить ситуации, когда подряд идут песни схожего жанра.
Впервые репетиция участников будет проводиться не в порядке следования выступлений, а по заранее составленному графику. Это было сделано для того, чтобы совместить репетиции с экскурсиями и «уроками дружбы». В дополнение к этому конкурс возвращается к системе голосования «Топ-10», которая использовалась до 2013 года.
Глашатаи для экономии времени будут объявлять лишь три максимальных оценки (8, 10 и 12 баллов), баллы с 1 до 7 будут отображаться на электронном табло (аналогичная система действует на взрослом конкурсе). Впервые будут опубликованы отдельные результаты голосования телезрителей и жюри.

## Ведущая конкурса
10 сентября 2014 года Европейский вещательный союз и телеканал-организатор PBS на официальном сайте конкурса объявили имя ведущей конкурса 2014 года. Ей стала Мойра Делия.
Мойра стала единственной ведущей шоу. 42-летняя телеведущая является ветераном мальтийского телевидения. Фанатам конкурсов Евровидения она известна как соведущая мальтийских национальных отборов на взрослое Евровидение 2005 и 2014 и глашатай Мальты на Евровидении 2006 и 2008 годов. В своей же стране она, в основном, известна работой в программах о жизни диких животных.

## Визуальный дизайн конкурса

### Логотип и слоган
9 мая 2014 года на пресс-конференция EBU и PBS в Копенгагене были представлены логотип и слоган. Девизом конкурса стал хештэг #Together, что в переводе означает Вместе. Он был выбран также по примеру конкурса в Копенгагене, где девизом был хештег #JoinUs. Логотип представляет собой часть мальтийского восьмиконечного креста, который собран из разноцветных сегментов. По словам создателей, это делает логотип динамичным и интересным.

### Открытки участников
Открытки в этом году посвящены экстремальным видам спорта с традиционными элементами стран-участниц, которые частично сняты в технопарке «SmartCity Malta».

### Сцена конкурса
1 октября 2014 г. была презентована сцена конкурса. Сцена будет иметь светодиодные стены с высотой 9 м и ширина сцены составить 28 м и будет иметь два подиума.

## Национальные отборы
Открытые национальные отборы (с использованием телеголосования) обязательны для всех стран-участниц, но некоторым странам ЕВС разрешает проводить внутренний отбор, только ради того, чтобы такие страны участвовали в текущем конкурсе. Например, в 2010 и 2011 годах исключение было сделано для Латвии. Однако с 2014 года было убрано условие об обязательности проведения открытых национальный отборов, и в связи с этим многие страны перешли на внутренние отборы.
Свои открытые отборы проводят следующие страны:
| Страна     | Дата        | Отбор                                    | Вещатель | Информация |
| ---------- | ----------- | ---------------------------------------- | -------- | --- |
| Мальта     | 20 апреля   | Внутренний                               | PBS      | 20 апреля телеканал TVM объявил представительницу Мальты на детском конкурсе песни Евровидение, которая победила на итальянском телешоу «Ti Lascio Una Canzone». Ею стала 11-летняя Федерика Фальцон.                                                                                                  |
| Швеция     | 6 июня      | Lilla Melodifestivalen                   | SVT      | 31 января телеканал SVT объявил приём заявок до 14 марта. Финал прошёл 6 июня и победителем стала Юлия Чедхаммар. |
| Кипр       | 21 июля     | Внутренний                               | CyBC     | 21 июля вещательная компания Кипра CyBC внутренним отбором выбрали 13-летнюю участницу София Пацалидис. |
| Украина    | 9 августа   | Конкурс Дитячої пісні «Євробачення−2014» | НТКУ     | 29 апреля украинский вещатель НТКУ объявил даты национального отбора, финал которого прошёл 9 августа. Победителем стало Трио «Sympho-Nick». |
| Грузия     | 18 августа  | Внутренний                               | GPB      | 11 июля Грузинский национальный вещатель объявил даты подачи заявок национального отбора. 14 августа вещатель объявил трёх финалистов национального отбора, которые будут представлять Грузию на Детском Евровидение 2014. В конкурсе свою страну представит 10-летняя Лиза Джапаридзе «Lizi Pop».     |
| Черногория | 21 августа  | Внутренний                               | RTCG     | 21 августа черногорская телерадиокомпания RTCG выбрала представителей на конкурсе с помощью внутреннего отбора. Ими стали дуэт Маши Вуядинович и Лейлы Вулич. |
| Беларусь   | 29 августа  | Песня для «Евровидения»                  | БТРК     | 7 марта белорусский вещатель объявил даты национального отбора на Детское Евровидение 2014. Заявки на участие необходимо отправить не позднее 9 июня. 17 июня с помощью национального жюри было выбрано 10 финалистов. Финал состоялся 29 августа. Победителем стала Надежда Мисякова.                 |
| Армения    | 14 сентября | Մանկական եվրատեսիլ-2014                  | ОTA      | 29 мая Общественный Телеканал Армении подтвердил своё участие в конкурсе и объявил даты подачи заявок национального отбора. Всего было представлено 10 конкурсантов и в финале выиграла Элизабет Даниелян.                                                                                             |
| Словения   | 16 сентября | Внутренний                               | RTVSLO   | 16 сентября на официальном сайте Детского Евровидения была объявлена участница от Словении. Ею стала Ула Ложар. |
| Россия     | 25 сентября | Внутренний                               | ВГТРК    | 9 сентября представители ВГТРК заявили, что участник и песня от России будут выбраны внутренним отбором до конца сентября. 25 сентября официальный сайт Детского Евровидения и телеканал Карусель подтвердили, что Россию на конкурсе представит Алиса Кожикина победительница конкурса «Голос. Дети». |
| Италия     | 27 сентября | Внутренний                               | RAI      | 27 сентября итальянский вещатель RAI официально представил 14-летнего Винченцо Кантьелло. |
| Нидерланды | 27 сентября | Junior Songfestival                      | AVRO     | 17 февраля телеканал AVRO объявил даты нидерландского отбора на Детское Евровидение 2014. Полуфиналы пройдут 13 и 20 сентября, а финал — 27 сентября. В финале выиграла Юлия ван Берген. |
| Сан-Марино | 29 сентября | Внутренний                               | SMRTV    | 29 сентября официальный сайт Детского Евровидения подтвердил, что страну на конкурсе представит гёрлз-бэнд «The Peppermints». |
| Сербия     | 1 октября   | Внутренний                               | РТС      | 2 сентября сербский национальный вещатель РТС объявил, что отбор участника будет внутренним. 1 октября официальный сайт Детского Евровидения подтвердил, что страну на конкурсе представит Эмилия Джонин.                                                                                              |
| Хорватия   | 2 октября   | Внутренний                               | HRT 2    | Национальный телеканал Хорватии HRT с помощью внутреннего отбора выбрал представительницу своей страны на детском конкурсе песни Евровидение 2014. Ею стала Йози. |
| Болгария   | 9 октября   | Внутренний                               | БНТ      | 9 октября на официальном сайте БНТ было представлено трио, Крисия Тодорова и братья близнецы Хасан и Ибрагим Игнатовы. |

## Участники
| №  | Страна                  | Язык                      | Артист                                    | Песня                                                 | Перевод                       | Очки | Место |
| -- | ----------------------- | ------------------------- | ----------------------------------------- | ----------------------------------------------------- | ----------------------------- | ---- | ----- |
| 01 | Беларусь                | Белорусский               | Надежда Мисякова                          | «Сокал»                                               | «Сокол»                       | 71   | 7     |
| 02 | Болгария                | Болгарский                | Крисия Тодорова, Хасан и Ибрагим Игнатовы | «Планетата на децата»                                 | «Планета детей»               | 147  | 2     |
| 03 | Сан-Марино              | Итальянский, английский   | «The Peppermints»                         | «Breaking My Heart»                                   | «Разбей мое сердце»           | 21   | 15    |
| 04 | Хорватия                | Хорватский, английский    | Джозефина Ида Зец (Jossie)                | «Game Over»                                           | «Игра окончена»               | 13   | 16    |
| 05 | Кипр                    | Греческий, английский     | София Пацалидис                           | «Η πιο όμορφη μέρα» («I pio omorfi mera»)             | «Самый прекрасный день»       | 69   | 9     |
| 06 | Грузия                  | Грузинский, английский    | Лизи Джапаридзе (Lizi pop)                | «Happy Day»                                           | «Счастливый день»             | 54   | 11    |
| 07 | Швеция                  | Шведский                  | Юлия Чедхаммар                            | «Du är inte ensam»                                    | «Ты не один»                  | 28   | 13    |
| 08 | Украина                 | Украинский, английский    | «Sympho-Nick»                             | «Spring Will Come»                                    | «Придёт весна»                | 74   | 6     |
| 09 | Словения                | Словенский, английский    | Ула Лозар                                 | «Nisi Sam (Your Light)»                               | «Ты не один (Твой свет)»      | 29   | 12    |
| 10 | Черногория              | Черногорский, английский  | Маша Вуядинович и Лейла Вулич             | «Budi dijete na jedan dan» (Буди дијете на један дан) | «Стань ребёнком на один день» | 24   | 14    |
| 11 | Италия                  | Итальянский, английский   | Винцензо Кантиелло                        | «Tu primo grande amore».                              | «Ты первая большая любовь»    | 159  | 1     |
| 12 | Армения                 | Армянский, английский     | Элизабет Даниелян (Бетти)                 | «People of the Sun»                                   | «Люди солнца»                 | 146  | 3     |
| 13 | Россия                  | Русский, английский       | Алиса Кожикина                            | «Dreamer»                                             | «Мечтатель»                   | 96   | 5     |
| 14 | Сербия                  | Сербский                  | Эмилия Джонин                             | «Svet U Mojim Očima»                                  | «Мир в моих глазах»           | 61   | 10    |
| 15 | Мальта (страна-хозяйка) | Английский                | Фредерика Фалзон                          | «Diamonds»                                            | «Бриллианты»                  | 116  | 4     |
| 16 | Нидерланды              | Нидерландский, английский | Джулия ван Берген (Julia)                 | «Around»                                              | «Вокруг»                      | 70   | 8     |

## Результаты
В начале оглашения результатов голосования каждая участвующая страна получила по 12 баллов от Европейского Вещательного Союза.
| Финал оценки жюри / зрительское голосование | Финал оценки жюри / зрительское голосование | Финал оценки жюри / зрительское голосование | Финал оценки жюри / зрительское голосование | Финал оценки жюри / зрительское голосование |
| Место                                       | Телезрители                                 | Очки                                        | Жюри                                        | Очки                                        |
| ------------------------------------------- | ------------------------------------------- | ------------------------------------------- | ------------------------------------------- | ------------------------------------------- |
| 1                                           | Болгария                                    | 143                                         | Италия                                      | 143                                         |
| 2                                           | Армения                                     | 124                                         | Армения                                     | 114                                         |
| 3                                           | Украина                                     | 100                                         | Мальта                                      | 113                                         |
| 4                                           | Италия                                      | 100                                         | Болгария                                    | 86                                          |
| 5                                           | Россия                                      | 89                                          | Кипр                                        | 73                                          |
| 6                                           | Нидерланды                                  | 69                                          | Россия                                      | 72                                          |
| 7                                           | Мальта                                      | 64                                          | Сербия                                      | 65                                          |
| 8                                           | Беларусь                                    | 58                                          | Беларусь                                    | 62                                          |
| 9                                           | Кипр                                        | 42                                          | Нидерланды                                  | 44                                          |
| 10                                          | Грузия                                      | 41                                          | Грузия                                      | 44                                          |
| 11                                          | Словения                                    | 39                                          | Швеция                                      | 39                                          |
| 12                                          | Сербия                                      | 34                                          | Украина                                     | 24                                          |
| 13                                          | Сан-Марино                                  | 11                                          | Черногория                                  | 21                                          |
| 14                                          | Черногория                                  | 10                                          | Словения                                    | 14                                          |
| 15                                          | Швеция                                      | 3                                           | Сан-Марино                                  | 11                                          |
| 16                                          | Хорватия                                    | 1                                           | Хорватия                                    | 3                                           |

| Порядок голосования: 50% телезрители + 50% жюри 100% жюри | Порядок голосования: 50% телезрители + 50% жюри 100% жюри | Результаты | Результаты   | Результаты | Результаты | Результаты | Результаты | Результаты | Результаты | Результаты | Результаты | Результаты | Результаты | Результаты | Результаты | Результаты | Результаты | Результаты | Результаты |
| Порядок голосования: 50% телезрители + 50% жюри 100% жюри | Порядок голосования: 50% телезрители + 50% жюри 100% жюри | Всего      | Детское жюри | Беларусь   | Болгария   | Сан-Марино | Хорватия   | Кипр       | Грузия     | Швеция     | Украина    | Словения   | Черногория | Италия     | Армения    | Россия     | Сербия     | Мальта     | Нидерланды |
| Участники                                                 | Беларусь                                                  | 71         | 8            |            | 1          | 3          | 2          | 1          | 6          | 5          | 6          | 2          |            | 1          | 3          | 8          |            | 6          | 7          |
| Участники                                                 | Болгария                                                  | 147        | 4            | 7          |            |            | 12         | 12         | 8          | 10         | 8          | 10         | 8          | 10         | 7          | 7          | 12         | 8          | 12         |
| Участники                                                 | Сан-Марино                                                | 21         |              |            |            |            |            |            |            |            |            |            |            | 8          |            |            |            | 1          |            |
| Участники                                                 | Хорватия                                                  | 13         |              |            |            | 1          |            |            |            |            |            |            |            |            |            |            |            |            |            |
| Участники                                                 | Кипр                                                      | 69         | 6            | 3          | 8          | 8          |            |            | 4          | 6          |            | 4          | 4          | 5          |            | 3          |            |            | 6          |
| Участники                                                 | Грузия                                                    | 54         | 1            | 4          | 2          | 2          | 1          | 3          |            |            | 2          |            |            |            | 12         | 5          | 1          | 7          | 2          |
| Участники                                                 | Швеция                                                    | 28         |              |            |            |            |            | 2          | 1          |            | 3          |            |            | 4          | 1          |            |            |            | 5          |
| Участники                                                 | Украина                                                   | 74         |              | 6          | 4          |            | 7          | 4          | 7          |            |            | 1          | 10         | 3          | 4          | 4          | 5          | 4          | 3          |
| Участники                                                 | Словения                                                  | 29         |              | 1          |            |            | 3          |            |            | 2          |            |            | 3          |            | 2          |            | 2          |            | 4          |
| Участники                                                 | Черногория                                                | 24         |              |            |            |            |            |            |            |            |            | 3          |            |            |            |            | 4          | 5          |            |
| Участники                                                 | Италия                                                    | 159        | 12           | 2          | 10         | 12         | 10         | 10         | 10         | 7          | 10         | 12         | 12         |            | 8          | 6          | 8          | 10         | 8          |
| Участники                                                 | Армения                                                   | 146        | 7            | 12         | 12         | 7          | 6          | 6          | 12         | 8          | 12         | 8          | 2          | 2          |            | 12         | 6          | 12         | 10         |
| Участники                                                 | Россия                                                    | 96         | 5            | 10         | 7          | 5          | 5          | 10         | 3          | 1          | 5          | 10         | 5          |            | 10         |            | 10         | 3          |            |
| Участники                                                 | Сербия                                                    | 61         | 3            |            | 6          | 6          | 8          |            |            | 3          | 4          | 5          | 7          | 6          |            | 1          |            |            |            |
| Участники                                                 | Мальта                                                    | 116        | 10           | 8          | 5          | 10         |            | 7          | 5          | 4          | 7          | 6          | 6          | 12         | 6          | 10         | 7          |            | 1          |
| Участники                                                 | Нидерланды                                                | 70         | 2            | 5          | 3          | 4          | 4          | 5          | 2          | 12         | 1          |            | 1          | 7          | 5          | 2          | 3          | 2          |            |

### Количество 12 баллов
| Количество | Страна, получившая 12 баллов | Страны, отдавшие 12 баллов                          |
| ---------- | ---------------------------- | --------------------------------------------------- |
| 6          | Армения                      | Беларусь, Болгария, Грузия, Украина, Россия, Мальта |
| 4          | Италия                       | Детское жюри, Сан-Марино, Словения, Черногория      |
| 1          | Нидерланды                   | Швеция                                              |
|            | Мальта                       | Италия                                              |
|            | Грузия                       | Армения                                             |

### Пресс-голосование
| Страна     | Песня                                     | Исполнитель                               | Результаты |
| ---------- | ----------------------------------------- | ----------------------------------------- | ---------- |
| Болгария   | «Планетата на децата»                     | Крисия Тодорова, Хасан и Ибрагим Игнатовы | 300        |
| Италия     | «Tu primo grande amore»                   | Винченцо Кантьелло                        | 229        |
| Мальта     | «Diamonds»                                | Федерика Фальцон                          | 221        |
| Кипр       | «Η πιο όμορφη μέρα» («I pio omorfi mera») | София Пацалидис                           | 205        |
| Нидерланды | «Around»                                  | Юлия ван Берген                           | 155        |

## Трансляция и комментаторы

### Глашатаи
Порядок оглашения голосов каждой страны соответствует порядку выступления, за небольшим исключением — голосование начнется с детского жюри.
- Детское жюри — Гайя Кауки (победительница Детского Евровидения 2013)
- Армения — Моника Аванесян[87] (участница Детского Евровидения 2013)
- Беларусь — Катерина Таперкина
- Болгария — Ина Ангелова
- Грузия — Мариам Хунджгуруа
- Кипр — Парис Николау
- Нидерланды — Милена и Розанна (участницы Детского Евровидения 2013)
- Россия — Мария Кареева (ведущая «Дневники Детского Евровидения 2014 в Мальте» на канале Карусель, переводчица Алисы Кожикиной на пресс-конференции)
- Сан-Марино — Клара[88]
- Сербия — Тамара Васович
- Словения — Гал Файон
- Швеция — Элиас Эльффош Эльфстрём[89] (участник Детского Евровидения 2013)
- Украина — София Тарасова[90] (участница Детского Евровидения 2013)
- Хорватия — Сара[88]
- Италия — Джорди[88]
- Мальта — Джулиан[88]
- Черногория — Александра[91]

### Комментаторы
Для того, чтобы иметь возможность представлять участников и, при необходимости, предоставлять информацию о голосовании, многие страны отправят комментаторов на Мальту, а некоторые будут комментировать из своей страны.
Участвующие страны
- Армения — Авет Барсегян (1TV)
- Беларусь — Анатолий Липецкий (Беларусь 1, Беларусь 24)
- Болгария — Георги Кушвалиев и Елена Росберг (БНТ 1, БТВ)
- Грузия — Меро Чикашвили и Темо Квирквелия (1TV)
- Италия — Симоне Лийои и Антонелла Клеричи (RAI Gulp)
- Кипр — Кириакос Пастидис (PIK 2, PIK SAT)
- Мальта — Даниель Киркоп (TVM)
- Нидерланды — Ян Смит (NPO 3)
- Россия — Ольга Шелест и Александр Гуревич (Карусель), Дмитрий Чернов (Радио Маяк)
- Сан-Марино — Лия Фьорио и Джильберто Гаттей (RTV)
- Сербия — Силвана Груич (РТС 2)
- Словения — Бернарда Жарн (TV Slovenija 1)
- Украина — Тимур Мирошниченко и Татьяна Терехова (Перший)
- Хорватия — TBA (HRT 2)
- Черногория — TBA (TVCG 1)
- Швеция — Эдвард аф Силлен и Ильва Хеллен (SVTB)

Не участвующие страны
- Австралия — Андре Нукаду и Джорджия Маккарти (SBS, 16 ноября)[92]
- Аргентина — Виктор Баррера (Radio WU)[93]
- Великобритания — TBA (BBC), (103 The Eye), (K107), (Radio Six International), (Shore Radio), (Oystermouth Radio)
- Ирландия — (92.5 Pheonix FM)
- Коста-Рика[93]
- Новая Зеландия — (World FM)
- Сингапур — (247 Music Radio)
- США — (KCGW), (WXDR)

## Другие страны

### Дебют
- Италия — На конференции Детского Евровидения, который был организован Европейским вещательным союзом (ЕВС), страна выразила заинтересованность в участии на конкурсе песни 2014 года, отметив этим возможный дебют[94]. Документы, подтверждающие участие страны, прибыли 8 июля 2014 года в Женеву. Участием Италии будет управляться RAI Gulp — детский канал национальной телекомпании RAI[72].
- Словения — 20 августа Владислав Яковлев в своём Твиттере заявил, что страна дебютирует на конкурсе 2014 года[67].
- Черногория — 18 июля национальный вещатель RTCG подписал все документы, необходимые для участия в конкурсе, что ознаменовало дебют страны на конкурсе 2014 года на Мальте[70].

### Возвращение
- Болгария — 26 июля болгарский национальный вещатель БНТ подтвердил своё возвращение на конкурс. Болгария также уже выбрала представителя, ею стала 10-летняя Крисия Тодорова[53].
- Кипр — 3 июля 2014 года кипрский вещатель, CyBC, подтвердил возвращение на конкурс[95].
- Сербия — 25 июля 2014 года сербский вещатель, РТС, подтвердил возвращение на конкурс после трехлетнего перерыва[81].
- Хорватия — 26 сентября 2014 года хорватский вещатель HRT подтвердил возвращение на конкурс после семилетнего перерыва[59].

### Отказ
- Азербайджан — 4 сентября 2014 года на сайте Wiwibloggs появилась информация, что Азербайджан скорее всего примет участие в конкурсе. Однако 30 сентября 2014 года по официальному списку стран-участниц, было выявлено, что Азербайджан не будет участвовать в конкурсе на Мальте[6].
- Австрия — 17 июля, страна заявила, что не дебютирует на конкурсе в этом году[96].
- Бельгия — Бельгийский детский телеканал «Ketnet» заявил, что страна больше не заинтересована в участии на Детском Евровидении[97].
- Великобритания — 23 мая 2014 года британский вещатель ITV заявил, что страна не вернётся на конкурс[98].
- Венгрия — 09 июля 2014 года венгерский вещатель MTVA заявил, что страна не дебютирует на конкурсе в 2014 году[99].
- Германия — Немецкий вещатель NDR заявил, что страна не дебютирует на конкурсе в связи с тем, что профессиональное телевидение не верит в успех существующей концепции в соответствии с конкретными немецкими рыночными условиями[100].
- Греция — Новый греческий вещатель, NERIT, ранее заявил в интервью сайта Esc+Plus, что страна заинтересована в участии в детском Евровидении[101]. 22 мая 2014 года греческий вещатель подтвердил возвращение на конкурс[102], а 7 июля вещатель отозвал своё заявление об участии в конкурсе 2014 года. Причины отказа оглашены не были[103].
- Дания — Датский вещатель DR также сообщил, что страна не заинтересована в возвращении на Детском Евровидении[104][105].
- Израиль — Израильский вещатель IBA сообщил, что страна не имеет планов на возвращение на Детское Евровидение[106].
- Ирландия — TG4, ирландский вещатель, сообщил, что они не будут дебютировать на Детском Евровидении 2014. Телекомпания всерьез рассматривала возможность участия в этом году на конкурсе, однако отказ Ирландской Вещательной Корпорации (BAI) в предоставлении средств для участия в конкурсе вынудил TG4 отказаться от дебюта на Детском Евровидении этого года[107].
- Исландия — RUV, национальная телекомпания Исландии, подтвердила 1 июля 2014 года, что они не будут принимать участие в детском конкурсе в 2014 году. Их предыдущее заявление о том, что они «скорее всего» примут участие в конкурсе было неправильным из-за ошибки самой телекомпании. Человек, отвечавший на вопрос об участии Исландии думал, что речь идет не о детском конкурсе, а о взрослом[108].
- Испания — TVE исключили возвращение в ближайшие несколько лет по этическим причинам[109], также велись переговоры с частными телеканалами, которые смогли бы управлять возвращением Испании на конкурс[110][111], но 28 сентября было объявлено, что решение об праве частным телеканалам принимать участие в конкурсе не было принято вовремя[112].
- Латвия — 17 июля, латвийский телеканал LTV заявил, что не вернётся на конкурс в этом году, но возвращение страны возможно в ближайшие годы[96].
- Литва — 18 июня телекомпания LRT заявила, что страна не вернётся на конкурс в 2014 году[113].
- Северная Македония — 4 сентября Македонский национальный вещатель МРТ заявил, что страна не будет участвовать в конкурсе 2014 года[114].
- Молдова — 4 сентября 2014 года на сайте Wiwibloggs появилась информация, что страна скорее всего примет участие в конкурсе. Однако 30 сентября 2014 года по официальному списку стран-участниц, было выявлено, что Молдова не будет участвовать в конкурсе на Мальте[6].
- Норвегия — 18 декабря 2013 года норвежский вещатель, NRK, заявил, что Норвегия не вернётся на конкурс в 2014 году[115].
- Польша — 6 августа польский вещатель TVP заявил, что страна не вернётся на конкурс в 2014 году[116].
- Португалия — 28 июля стало известно о намерении страны вернуться на конкурс, но 4 сентября португальский вещатель RTP заявил, что страна не будет принимать участие в 2014 году[117].
- Румыния — Румынский вещатель TVR заявил, что страна не вернётся на конкурс в 2014 году[116][118].
- Финляндия — Шведскоязычный вещатель YLE Fem заявил, что страна не дебютирует на конкурсе в 2014 году[119][120].
- Чехия — Программный директор Милан Фридрих в интервью с Eurocontest.cz сообщил, что участие в Детском Евровидении не исключено[121][122]. Однако, 17 июля было сообщено, что страна не дебютирует на конкурсе в этом году[96].
- Швейцария — Италоязычный вещатель RSI сообщил, что страна не заинтересована в участии на конкурсе 2014 года[123].